# Николаевский сельсовет (Курчатовский район)
Никола́евский сельсове́т — упразднённая административно-территориальная единица и муниципальное образование (сельское поселение), существовавшее в составе Курчатовского района Курской области до 2010 года.
Административным центром была деревня Николаевка.

## География
Сельсовет располагался на севере Курчатовского района. Граничил с Конышёвским районом (на северо-западе), Фатежским районом (на северо-востоке), Октябрьским районом (на юго-востоке), а также с Костельцевским и Афанасьевским сельсоветами Курчатовского района.

## История
В 1928—1963 годах в составе Иванинского района.
По состоянию на 1955 год на территории сельсовета действовали 2 колхоза: имени Ленина (центр в д. Болваново) и имени Сталина (центр в д. Николаевка).
В 1963—1977 годах в составе Льговского района.
В 1977—2010 годах в составе Курчатовского района.
В 1978 году был упразднён располагавшийся на территории сельсовета хутор Севрючий.
В 2010 году Николаевский сельсовет был присоединён к Костельцевскому сельсовету.

## Населённые пункты
На момент упразднения в состав сельсовета входило 8 населённых пунктов:
| № | Населённый пункт | Тип населённого пункта |
| - | ---------------- | ---------------------- |
| 1 | Николаевка       | деревня, админ. центр  |
| 2 | Болваново        | деревня                |
| 3 | Дарница          | деревня                |
| 4 | Раздолье         | хутор                  |
| 5 | Русаново         | деревня                |
| 6 | Троицкое         | село                   |
| 7 | Чёрный Колодезь  | деревня                |
| 8 | Ширково          | деревня                |